# Chiesa di San Girolamo Dottore
La chiesa di San Girolamo dottore è un luogo di culto cattolico dalle forme neoclassiche situato nella piccola località di Barbigarezza, frazione di Compiano, in provincia di Parma e diocesi di Piacenza-Bobbio; è sede di una parrocchia compresa nel vicariato della Val Taro e Val Ceno.

## Storia
Il luogo di culto originario, dipendente probabilmente dalla pieve di Campi, fu costruito nel XIV secolo.
Agli inizi del XVIII secolo la chiesa fu riedificata unitamente all'adiacente campanile.
Nei primi anni del XX secolo il tempio fu ampliato, allungandolo in senso longitudinale sia nel fronte che nel retro; fu inoltre restaurato interamente; al termine dei lavori, il 1º agosto del 1913 la chiesa fu solennemente riconsacrata dal vescovo di Piacenza Giovanni Maria Pellizzari.

## Descrizione

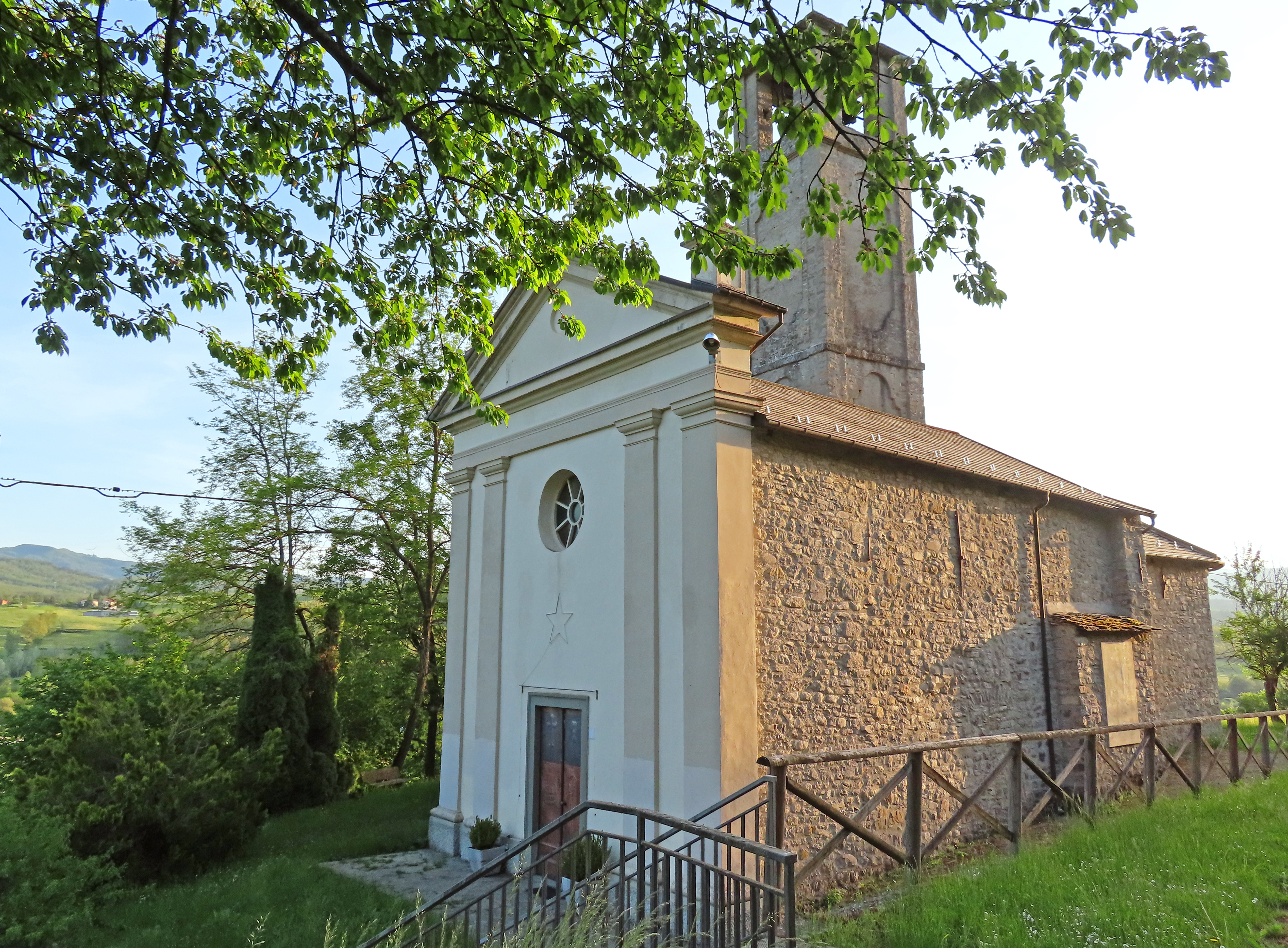
Facciata e lato nord

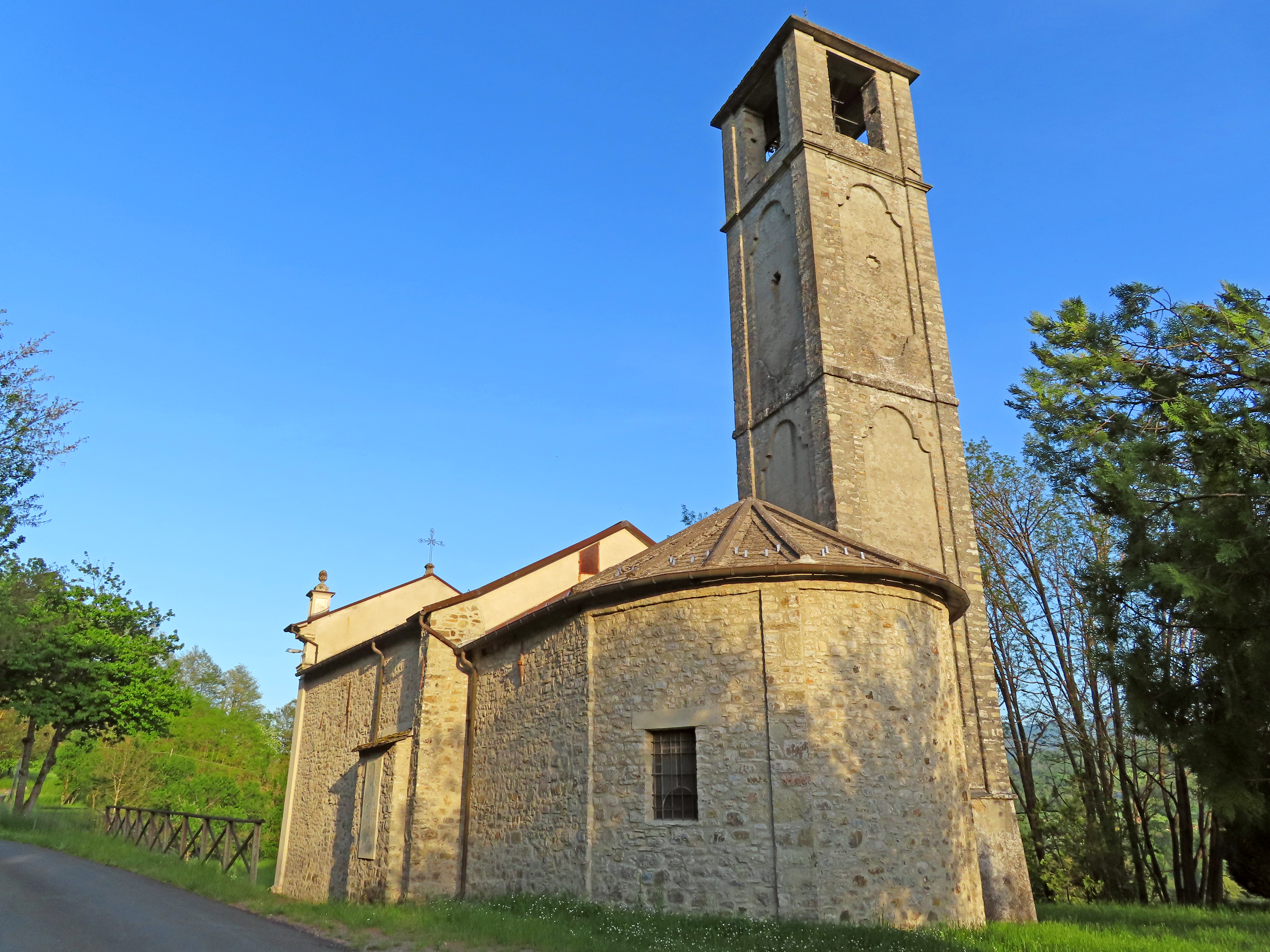
Abside e lato nord

La chiesa si sviluppa su una pianta a navata unica affiancata da una cappella su ogni lato, con ingresso a est e presbiterio absidato a ovest.
La simmetrica facciata a capanna, interamente intonacata, è caratterizzata dalla presenza alle estremità di lesene binate d'ordine gigante, coronate da capitelli dorici; al centro è collocato l'ampio portale d'ingresso, delimitato da cornice; più in alto si apre un rosone, mentre a coronamento si staglia un frontone triangolare, contenente un piccolo oculo cieco; in sommità si elevano tre guglie, sormontate da una croce nel mezzo e due pigne alle estremità.
I lati e il retro sono rivestiti in pietra. Dal fianco sinistro aggettano la sagrestia e sul fondo il campanile, suddiviso da fasce marcapiano in due ordini decorati con specchiature cruciformi e lesene sugli spigoli; la cella campanaria si affaccia sulle quattro fronti attraverso ampie aperture rettangolari.
All'interno la navata, coperta da una volta a botte lunettata scandita in tre campate, è affiancata da una serie di paraste coronate da capitelli dorici, a sostegno del cornicione perimetrale in aggetto; le lunette in sommità sono ornate con affreschi a soggetto religioso. Sul fianco destro, al livello della seconda campata, è collocata una nicchia ad arco a tutto sesto delimitata da cornice modanata, contenente una statua in gesso raffigurante il Sacro Cuore.
Il presbiterio, lievemente sopraelevato, è preceduto dall'ampio arco trionfale a tutto sesto e da una balaustra in marmo. Il lungo ambiente, coperto da una volta a botte lunettata, ospita l'altare maggiore marmoreo a mensa, sostenuto da quattro colonnine ai lati e ornato frontalmente con un paliotto a mosaico, rappresentante l'Ultima Cena; sul fondo l'abside, illuminata da due finestroni laterali e decorata con lesene doriche, è coperta dal catino con spicchi a vela lunettati.
In corrispondenza della terza campata si aprono attraverso ampie arcate a tutto sesto le due opposte cappelle laterali, coperte da volte a botte; quella sulla destra è dedicata a santa Franca, mentre quella sulla sinistra è intitolata alla beata Vergine.